# 上园街道
上园街道，是中华人民共和国辽宁省沈阳市大东区下辖的一个乡镇级行政单位。

## 行政区划
上园街道下辖以下地区：
上园社区、辰宇社区、华诚社区、高教社区、浅草社区、康都社区、新华社区、圣淘沙社区、愿景社区、卫士社区、矿北社区、俪城社区、东方社区和和邻社区。